# Maneka Gandhi
Maneka Sanjay Gandhi, scritto anche Menaka; nata Anand (Nuova Delhi, 26 agosto 1956), è una politica, giornalista, attivista per i diritti degli animali e ambientalista indiana.
È membro del Lok Sabha, la camera bassa del Parlamento dell'India e membro del Bharatiya Janata Party (BJP). È la vedova del politico indiano Sanjay Gandhi. È stata ministra in quattro governi, per ultimo col governo di Narendra Modi da maggio 2014 a maggio 2019. Maneka Gandhi ha ispirato diverse persone verso l'imprenditoria sociale, ad esempio TreeAndHumanKnot nell'agosto 2020, che ha fatto diventare un movimento nazionale per piantare alberi da frutto da parte delle coppie.
È anche autrice di numerosi libri sull'etimologia, sui diritti e sul benessere degli animali.

## Biografia

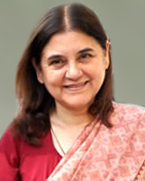
Maneka Gandhi nel 2014

Maneka Anand è nata nel 1956 a Delhi, in India, da una famiglia sikh. Suo padre era un ufficiale dell'esercito indiano, il tenente colonnello Tarlochan Singh Anand, e sua madre era Amteshwar Anand, figlia di sir Datar Singh. Ha studiato alla Lawrence School di Sanawar e successivamente al Lady Shri Ram College for Women. In seguito ha studiato tedesco alla Jawaharlal Nehru University, a Nuova Delhi.
Maneka incontrò per la prima volta Sanjay Gandhi nel 1973 a un cocktail party organizzato da suo zio, il maggiore generale Kapur, per celebrare l'imminente matrimonio di suo figlio. Maneka sposò Gandhi, figlio del primo ministro Indira Gandhi, un anno dopo, il 23 settembre 1974.
L'emergenza del 1975-77 ha visto l'ascesa di Sanjay in politica e Maneka lo accompagnava quasi sempre durante i suoi tour mentre lo aiutava nelle campagne. Si dice spesso che durante l'emergenza Sanjay avesse il controllo totale su sua madre (Indira) e che il governo fosse gestito dal PMH (Prime Minister House) piuttosto che dal PMO (Prime Minister Office).
Maneka Gandhi ha fondato la rivista di notizie Surya, che in seguito ha svolto un ruolo chiave nella promozione del partito del Congresso dopo la sua sconfitta nelle elezioni del 1977 a seguito dell'emergenza.
Gandhi si recò in tribunale per combattere un tentativo del governo in carica all'epoca di confiscarle il passaporto ed ebbe uno storico verdetto sulla libertà personale. Nel caso Maneka Gandhi contro Union of India, la corte ha rilevato che "la democrazia si basa essenzialmente sul libero dibattito e sulla discussione aperta, poiché questo è l'unico correttivo dell'azione del governo in un assetto democratico".
Nel 1980 Maneka Gandhi diede alla luce un figlio, Feroze, dal nome del nonno paterno. Sua suocera aggiunse il nome Varun. Gandhi aveva solo ventitré anni e suo figlio appena cento giorni quando suo marito Sanjay morì in un incidente aereo.

### Carriera politica
La relazione di Maneka con Indira Gandhi si è gradualmente disintegrata dopo la morte di Sanjay, litigavano continuamente tra loro. Maneka fu infine costretta a lasciare il civico 1 di Safdarjung Road, la residenza del primo ministro, dopo un ennesimo litigio con Indira.  Ha fondato il Rashtriya Sanjay Manch insieme ad Akbar Ahmad. Il partito si è concentrato principalmente sull'emancipazione dei giovani e sull'occupazione. Ha vinto quattro seggi su cinque alle elezioni in Andhra Pradesh.
Gandhi ha pubblicato The Complete Book of Muslim and Parsi Names, in riconoscimento della fede zoroastriana di suo marito.
In seguito ha pubblicato The Penguin Book of Hindu Names for Boys.
Maneka Gandhi ha conteso il collegio elettorale Amethi dell'Uttar Pradesh per le elezioni generali del 1984 per il Lok Sabha, perdendo contro Rajiv Gandhi. Nel 1988 entrò a far parte del Janata Dal Party di V. P. Singh, di cui divenne la segretaria generale. Nelle elezioni generali indiane del 1989 Maneka Gandhi vinse la sua prima elezione in Parlamento e le fu assegnato il Ministero dell'Ambiente.

### Attivismo
Maneka Gandhi è una ambientalista e leader per i diritti degli animali in India, ottenendo premi e consensi internazionali. Nel 1995 è stata nominata presidentessa del Comitato per il controllo e la supervisione degli esperimenti sugli animali (CPCSEA). Sotto la sua direzione, i membri del CPCSEA hanno effettuato ispezioni senza preavviso di laboratori in cui erano utilizzati animali per la ricerca scientifica.
Gandhi ha intentato cause di interesse pubblico che hanno ottenuto la sostituzione dell'uccisione municipale dei cani randagi con un programma di sterilizzazione (programmi di controllo delle nascite animali, comunemente abbreviati come ABC), la vendita non regolamentata di fucili ad aria compressa e il divieto di zoo mobili o itineranti. Attualmente presiede la giuria dell'International Energy Globe Foundation, che si riunisce ogni anno in Austria per premiare le migliori innovazioni ambientali dell'anno. È membro del consiglio di amministrazione di EUROSOLAR e del Wuppertal Institute in Germania.
Gandhi ha fondato l'organizzazione People for Animals nel 1992, divenuta la più grande organizzazione per i diritti e il benessere degli animali in India. Gandhi è anche una mecenate dell'International Animal Rescue. Sebbene non sia vegana, ha sostenuto questo stile di vita per motivi etici e di salute. Ha anche condotto il programma televisivo settimanale Heads and Tails, evidenziando le sofferenze inflitte agli animali a causa del loro sfruttamento commerciale, pubblicando un libro con lo stesso titolo. I suoi altri libri parlano di nomi di persone indiane. È un membro del cast del documentario A Delicate Balance.

## Aspetti critici
Gandhi è stata spesso criticata per i suoi commenti.
Minacce telefoniche a un veterinario
Nel giugno 2021 ha chiamato un veterinario, minacciando di annullare la sua licenza per un intervento chirurgico presumibilmente fallito di amputazione su un cane. La telefonata è stata registrata ed è diventata virale sui social. Tutte le associazioni veterinarie hanno condannato e deprecato per il suo comportamento.
Opinioni sui suicidi maschili
Nel giugno 2017, durante una sessione live di Facebook, ha commentato che gli uomini non si suicidano. Ha ricevuto risposte negative al commento e ha trascorso il resto della chat a rispondere a domande relative a questo, con chat che sottolineavano che il 68% dei casi di suicidio segnalati in India sono stati commessi da uomini.
False minacce di molestie
Nel gennaio 2021 Deepika Narayan Bharadwaj si è fatta avanti con una cassetta audio in cui Maneka Gandhi stava presumibilmente rimproverando un uomo per aver picchiato un cane e minacciava di intentare causa contro di lui per molestie sessuali. L'uomo sul nastro ha affermato che era per legittima difesa, poiché il cane aveva morso sua figlia.
Coprifuoco per le donne
Nel marzo 2017 ha affermato che un coprifuoco anticipato per le ragazze negli ostelli ha aiutato le giovani donne a controllare i loro "scatti ormonali" e ha ricevuto una reazione negativa per il commento.
Opinioni sullo stupro coniugale
Nel 2016 ha dichiarato di essere contraria alla criminalizzazione dello stupro coniugale e ha ricevuto una pesante reazione per il commento.
Presunta diffusione di odio contro i musulmani
La polizia del Kerala ha attribuito a Gandhi la base delle denunce contro di lei per aver promosso l'odio lanciando accuse ricoperte di sfumature comuni per la morte di un'elefantessa incinta, contro i residenti nel distretto a maggioranza musulmana di Malappuram nel giugno 2020. Mentre l'elefante è morto a Mannarcad, nel distretto di Palakkad, a quasi 90 km da Malappuram, i leader del BJP, tra cui Gandhi, hanno preso di mira l'unico distretto a maggioranza musulmana del Kerala. Disse: “È un omicidio. Malappuram è famoso per questi incidenti, è il distretto più violento dell'India. Ad esempio, gettano veleno sulle strade in modo che 300-400 uccelli e cani muoiano contemporaneamente”. L'incidente è stato utilizzato da molti esponenti di destra per diffondere il risentimento anti-musulmano e per demonizzare la comunità. Una moltitudine di messaggi di odio nei confronti di Malappuram e della sua gente ha accompagnato le sue osservazioni, scatenando reazioni rabbiose. È stata accusata di aver aggiunto un colore comune a un problema relativo agli animali che altrimenti sarebbe stato limitato all'interno del Dipartimento delle foreste. Un gruppo che si fa chiamare Kerala Cyber Warriors ha violato brevemente il sito web di Maneka Gandhi, People for Animals, India.

## Cronologia elettorale
- 1984 - Sconfitta contro Rajiv Gandhi di Amethi (collegio elettorale di Lok Sabha) con 2,7 l di voti, si candidava come candidata indipendente
- 1989-1991 - Membro di Lok Sabha di Pilibhit (collegio elettorale di Lok Sabha), eletta con un ticket del partito Janata Dal
- 1991 - Sconfitta come candidata di Janata Dal al Parashuram del BJP a Pilibhit
- 1996–98 - Membro di Lok Sabha di Pilibhit, eletta con un ticket del partito Janata Dal
- 1998–99 - Membro di Lok Sabha di Pilibhit, eletta come candidata indipendente
- 1999-2004 - Membro di Lok Sabha di Pilibhit, eletta come candidata indipendente
- 2004-2009 - Membro di Lok Sabha di Pilibhit, eletta con un ticket del Bharatiya Janata Party
- 2009-14 - Membro di Lok Sabha di Aonla, eletta con un ticket del partito Bharatiya Janata
- 2014-19 - Membro di Lok Sabha di Pilibhit, eletta con un ticket del partito Bharatiya Janata
- 2019-attuale - Membro di Lok Sabha di Sultanpur (collegio elettorale di Lok Sabha), eletta con un ticket del partito Bharatiya Janata.

## Cariche ricoperte
- 1988-1989 – Segretaria generale, Janata Dal (JD)
- 1989–91 – Ministra di Stato dell'Unione (carico indipendente), ambiente e foreste
- Gennaio-aprile 1990 – Ministra di Stato dell'Unione (carico indipendente), attuazione del programma
- 1996–97 – Membro della commissione per la scienza e la tecnologia, l'ambiente e le foreste
- 1998–99 – Ministra di Stato dell'Unione (a carica indipendente) Giustizia sociale ed emancipazione.
- 13 ottobre 1999 - 1 settembre 2001 - Ministra di Stato, giustizia sociale ed emancipazione dell'Unione (ricarica indipendente)
- 1 settembre 2001 - 18 novembre 2001 – Ministra di Stato dell'Unione, Cultura con carica aggiuntiva di cura degli animali (carica indipendente) Attuazione del programma e statistiche con carica aggiuntiva di cura degli animali (carica indipendente)
- 18 novembre 2001 – 30 giugno 2002 – Ministra di Stato dell'Unione, attuazione del programma e statistiche con un addebito aggiuntivo per la cura degli animali (onere indipendente)
- 2002-2004 – Membro della commissione per gli affari esteri
- 2004 - Membro del Comitato per la salute e il benessere familiare, Membro del Comitato consultivo, Ministero dell'ambiente e delle foreste
- 5 agosto 2007 – in poi – Membro del Comitato per la salute e il benessere della famiglia
- 31 agosto 2009 – Diventa membro della commissione per le ferrovie
- 23 settembre 2009 – Presidente del Comitato per le assicurazioni del governo
- 19 ottobre 2009 – Membro del Comitato Scopi Generali
- 26 maggio 2014 – Ministro dell'Unione per lo sviluppo femminile e dell'infanzia

## Premi e riconoscimenti
- Shining World Compassion Award insieme a un assegno di 20.000 dollari dalla Supreme Master Ching Hai International Association.[36]
- Lord Erskine Award dalla RSPCA, 1992
- Ambientalista e vegetariano dell'anno 1994
- Premio Prani Mitra, 1996
- Premio della Fondazione Maharana Mewar, 1996 per il lavoro ambientale
- Marchig Animal Welfare e premio di vendita, Svizzera, 1997
- Premio alla carriera della Venu Menon Animal Allies Foundation, 1999
- Premio della Fondazione Bhagwan Mahaveer per l'eccellenza nella sfera della verità, della non violenza e del vegetarismo, 1999
- Dewaliben Charitable Trust Award, 1999
- Premio Donna dell'anno dell'Associazione internazionale delle donne, Chennai, 2001
- Dinanath Mangeshkar Aadishakti Puraskar nel campo dell'ambiente e del benessere degli animali, 2001
- Rukmini Devi Arundale Premio per il benessere degli animali[37]
- Premio ASG Jayakar, 2008[38]
- Premio Human Achiever nel campo dell'emancipazione femminile e del benessere dei bambini, da parte della signora Caroline W/O ambasciatrice della Namibia e della signora Sanorita Issac, fondatrice e presidente, Human Achiever Foundation, India.

## Opere
- 1000 animal quiz, Calcutta : Rupa e Co., 1989, 201 p.
- Brahma's hair : the mythology of Indian plants, Calcutta : Rupa e Co., 1991, 175 p. Con Yasmin Singh.
- The Penguin book of Hindu names, Londra : Libri sui pinguini; Nuova Delhi : Penguin Books India, 1992, 522 p. Ultima edizione nel 2008.
- Dogs, dogs, dogs, Nuova Delhi : Rupa & Co., 1994, 261 p. Con Ozair Husayn. Ultima edizione nel 2004.
- The complete book of Muslim and Parsi names, New Delhi : Indus, 1994, 522 p. Con Ozair Husayn.
- Heads and tails, Mapusa, Goa, India : Other India Press, 1994, 182 p. Sui diritti degli animali e sui diritti degli animali.
- The rainbow and other stories, New Delhi : Puffin Books, 1999, 67 p. Racconti per bambini.
- The Penguin book of Hindu names for boys, Nuova Delhi : Penguin Books, 2004, 429 p.
- The Penguin book of Hindu names for girls, New York : Penguin Books, 2004, 151 p.
- The Rupa book of animal quiz, Rupa & Co., 2004, 201 p.
- Animal laws of India, Nuova Delhi, India : Universal Law Publishing, 2016, 1649 p. Con Ozair Husayn e Raj Panjwani.
- Sanjay Gandhi, Nuova Delhi : Prestige Publishers, 2017, 244 p. Con Himani Bhatia Narula.
- There's a monster under my bed! : and other terrible terrors, Gurgaon : Puffin Books, 2019, 54 p. Racconti per bambini. Illustrazioni di Snigdha Rao.

## Televisione
Gandhi ha condotto Maneka's Ark, un talk show ambientalista trasmesso dal canale DD National dell'emittente pubblica nazionale indiana Doorarshan negli anni novanta In precedenza aveva condotto Heads & Tails, uno show sui diritti degli animali, sullo stesso canale.